# Rusinka
"Rusinka" (makedonska: Русинкa, svenska: rysk flicka) är en låt framförd av den makedonske sångaren Vlatko Ilievski. Han kommer, efter att ha vunnit Skopje Fest 2011, att representera Makedonien vid Eurovision Song Contest 2011 i Düsseldorf, Tyskland.
Låten skriven och komponerad av Grigor Koprov, Vladimir Dojcinovski och Jovan Jovanov.

### Fotnoter
1. ↑  http://www.esctoday.com/news/read/16905